# Sangarid - avhopparna
Sangarid - avhopparna (estniska: Sangarid) en estnisk-finsk-lettisk komedifilm från 2017 i regi av Jaak Kilmi, med Veiko Porkanen, Märt Pius och Karl-Andreas Kalmet i huvudrollerna. Filmen producerades av Kristian Taska för Taska Film och distribuerades i Baltikum av Acme Film.
Filmen hade allmän biopremiär i Estland den 17 februari 2017.

## Handling
Filmen utspelar sig på 1980-talet och handlar om tre unga män som flyr från Sovjetrepubliken Estland via Finland till Sverige för att uppleva den värld de sett i TV-serier som Miami Vice, Knight Rider och Santa Barbara. Väl där blir männen bemötta som hjältar som korsat järnridån.
Efter ett tag avtar dock mediebruset och männen inser att de blivit flyktingar som måste skaffa sig ett jobb för att få uppehållstillstånd.
Handlingen är inspirerad av verkliga händelser som inträffade 1985, när fyra ester rånade en bank och en guldbutik i Helsingfors. De fyra männen hade rest över Finska viken i en gummibåt och rönte uppmärksamhet för sitt excentriska beteende.

## Medverkande
- Märt Pius – Ralf Tamm
- Karl-Andreas Kalmet – Mario Viik
- Veiko Porkanen – Einar Kotkin / Kapp
- Esko Salminen – Lars-Jukka Lampinen
- Julia Berngardt – Rita
- Tõnu Kark – Vanaisa
- Henrik Kalmet – Mario vend

## Produktion
Filmen hade en budget på 1 103 322 euro, varav 475 085 euro var produktionsstöd från Estniska filminstitutet. Filmen producerades under arbetstiteln Sangarid idast med undertiteln Võitja võtab kõik!. Produktionen planerades pågå mellan februari 2016 till februari 2017.
Inspelningarna inleddes 28 augusti 2016 i Åbo, bland annat utanför de gamla fängelsebyggnaderna på Kakola, för att sedan fortsätta under september i Estland, däribland på Viru hotels parkeringsplats i Tallinn.

## Distribution
I december 2016 släpptes en trailer.
Filmen hade begränsad biopremiär i Tallinn den 15 februari 2017 och sedan i resten av Estland den 17 februari. Filmen visades på 19 biografer.
26 november 2017 hade filmen streamingpremiär på TVPlay i Estland. I slutet av november 2019 gick filmen upp på Netflix under den internationella titeln The Dissidents.

## Mottagande
| Vecka | Biljetter | Intäkter (euro) | Not    |
| ----- | --------- | --------------- | ------ |
| 1     | 19 647    | 115 228         | [ 14 ] |
| 2     | 44 814    | 256 699         | [ 19 ] |
| 3     | 59 788    | 338 410         | [ 20 ] |
| 4     |           |                 |        |
| 5     | 75 117    | 426 422         | [ 21 ] |

Under premiärhelgen sålde filmen 19 647 biljetter och tjänade in 115 228 euro. Den dittills andra bästa biopremiären i Estland för en inhemsk produktion sedan Klassikokkutulek och slog därmed 1942. Efter andra veckan hade filmen sålt 44 814 biljetter och tjänat in 256 699 euro. Efter tredje veckan på bio hade filmen sålt 59 788 biljetter och tjänat in 338 410 euro.
Efter femte veckan hade filmen sålt 75 117 biljetter och tjänat in 426 422 euro. Detta gjorde den till den fjärde mest inkomstbringande och sedda inhemska filmen i Estland genom tiderna.
Totalt sålde filmen 85 406 biljetter och blev därmed den mest sedda inhemska filmen i Estland det året.
Filmen blev även den åttonde mest sedda filmen i Lettland 2017 där den sålde 4 605 biljetter och tjänade in 16 011 euro.

### Utmärkelser
Filmen vann pris för årets bästa film på Kroonika Meelelahutusauhindad 2017.

## Rättstvist
Filmen bygger på fyra mäns livsöden: Harry Gelstein, Aleksander Pertel (Alex Lepajõe), Daniel Ladion (Raivo Roosna) och André Heldebrandt, som 1984 flydde från Estniska SSR till Finland och senare Sverige. 1985 rånade de tre männen en smyckesbutik och en bank i Helsingfors och dömdes senare till 8 års fängelse.
Lepajõe sökte förbjuda publicering, distribution och marknadsföring av filmen och stämma filmens produktionsbolag Taska Film OÜ till skadestånd på 75 000 euro. Lepajõe hävdade att Task Film utan tillstånd använd männens personuppgifter i filmen. Lepajõe menade att historien var väl värd att filmatisera men poängterade han inte hade blivit tillfrågad först.
Advokaten Kaido Uduste, som företrädde Taska Film OÜ i rätten, hävdade å sin sida att "Det var en tvist där målsägandena försökte att intensivt ingripa i utövandet av filmens upphovsrätt med hjälp av argument om skydd av personuppgifter och tjäna omotiverade inkomster". Producent Kristian Taska tillade att det inte kunde finnas någon kreativitet om man inte fick ta inspiration från verkligheten och att filmen inte handlade specifikt om de aktuella männens livsöde utan att det bara är en av alla de berättelser om ester som flydde till väst under sovjettiden som har inspirerat till filmen. Taska spekulerade också i att stämningsansökan bara var ett försök att tjäna pengar och få uppmärksamhet.
I december 2016 skickade Lepajõe, Roosna och Gelstein in sin stämningsansökan. Männen yrkade i sin ansökan på 20 000 euro i skadestånd per person. 7 januari 2018 friades filmbolaget av Harju länsrätt som inte fann att målsägandens personuppgifter skulle ha använts vid skapandet av filmen. Beslutet överklagades till Tallinns tingsrätt där de målsägande yrkade på 25 0000 euro i skadestånd vardera. Tingsrätten avslog dock överklagan i januari 2019. Tingsrättens beslut överklagades till Estlands högsta domstol som den 17 juni 2019 beslutade att inte ta upp målet och istället fastställde tidigare domar.

## Övrigt
Till 45-årsjubileet för hotellkedjan Viru hotel anordnades en utställning med bilder från filmen och dess inspelning. Viru hotel finansierade delvis filmproduktionen och några scener spelades in i dess lokaler.
Den Volvo 940 som användes vid inspelningarna såldes hösten 2018 på Auto24.ee.